# Kenneth Macgowan
Kenneth Macgowan (* 30. November 1888 in Winthrop, Massachusetts; † 27. April 1963 in Los Angeles, Kalifornien) war ein US-amerikanischer Film- und Theaterproduzent.

## Leben
Kenneth Macgowan begann seine Karriere als Theaterkritiker. Neben dieser Tätigkeit verfasste er Bücher über das moderne Theater. 1922 gründete er in Manhattan das Provincetown Playhouse, zusammen mit seinem besten Freund, dem Dramatiker und späteren Literatur-Nobelpreisträger Eugene O’Neill und Robert Edmond Jones als Geschäftspartnern. Macgowan war der Produzent, der Katharine Hepburn ihre erste Rolle gab.
1928 ging er nach Hollywood. Für RKO Pictures arbeitete er zuerst als Story Editor. Schnell wurde aus ihm ein Produktions-Assistent. 1932 begann Kenneth Macgowan als Produzent zu arbeiten. Bis 1947 war er in Hollywood tätig, unter anderem für 20th Century Fox und Paramount Pictures. Für RKO produzierte er 1935 den ersten abendfüllenden Spielfilm, der in dem neuen 3-Farben-Verfahren von Technicolor gedreht wurde (Becky Sharp).
1947 verließ Macgowan die Filmindustrie und ging an die UCLA. Er bekam dort den Lehrstuhl für Theaterkünste. Das Theatergebäude der Universität ist nach ihm benannt worden. Auch weiterhin schrieb er Bücher über Theater und Film. Das bekannteste ist die Kinohistorie Behind the Screen, das 1965 nach seinem Tode veröffentlicht wurde.
Kenneth Macgowan verstarb am 27. April 1963 in Los Angeles.

## Auszeichnungen
1933 wurde Kenneth Macgowan mit der Ehrenmedaille bei den Photoplay Awards für den Film Vier Schwestern ausgezeichnet.
1935 gewann er den Oscar in der Kategorie Bester Kurzfilm (Comedy) für den Film La Cucaracha.

## Filmografie
- 1933: Double Harness – Regie: John Cromwell
- 1933: Rafter Romance – Regie: William A. Seiter
- 1934: Vier Schwestern (Little Women) – Regie: George Cukor
- 1934: La Cucaracha – Regie: Lloyd Corrigan (Kurzfilm)
- 1934: Anne of Green Gables – Regie: George Nichols jr.
- 1935: Becky Sharp – Regie: Rouben Mamoulian
- 1936: King of Burlesque – Regie: Sidney Lanfield
- 1936: Signale nach London (Lloyd’s of London) – Regie: Henry King
- 1937: Chicago (In Old Chicago) – Regie: Henry King
- 1937: Unter vier Augen (This Is My Affair) – Regie: William A. Seiter
- 1938: Vier Mann – ein Schwur (Four Men and a Prayer) – Regie: John Ford
- 1938: Entführt (Kidnapped) – Regie: Otto Preminger und Alfred L. Werker
- 1939: Der junge Mr. Lincoln (Young Mr. Lincoln) – Regie: John Ford
- 1939: Fräulein Winnetou (Susannah of the Mounties) – Regie: Walter Lang und William A. Seiter
- 1940: Rache für Jesse James (The Return of Frank James) – Regie: Fritz Lang
- 1940: Treck nach Utah (Brigham Young – Frontiersman) – Regie: Henry Hathaway
- 1940: Tin Pan Alley – Regie: Walter Lang
- 1941: Menschenjagd (Man Hunt) – Regie: Fritz Lang
- 1943: Die Waise von Lowood (Jane Eyre) – Regie: Robert Stevenson
- 1944: Das Rettungsboot (Lifeboat) – Regie: Alfred Hitchcock